# MonsterMind
MonsterMind est un outil de cyberdéfense américain qui serait capable de neutraliser, de manière instantanée et autonome, des cyberattaques,. 

## Historique
Cet outil était encore en développement par la NSA lorsque Edward Snowden l'a quitté mi 2013.
Le 13 août 2014, le magazine américain Wired révèle l'existence du programme MonsterMind, à la suite d'une longue interview d'Edward Snowden par le journaliste James Bamford,.

## Fonctionnalités
Cet outil de cyberdéfense serait capable de neutraliser, de manière instantanée et autonome, des cyberattaques (DDoS, malware) contre les États-Unis,.
Cet outil pourrait aussi disposer d'une capacité de contre-attaques lancées « automatiquement sans intervention humaine »,.

## Controverses
Edward Snowden voit deux problèmes importants dans ce système de défense,: 
- Ce système de défense nécessite une analyse approfondie et exhaustive de l'activité Internet (et donc d'intercepter l'ensemble des flux internet à destination des États-Unis) pour pouvoir détecter une cyber-attaque.
- Il sera très compliqué d'identifier avec certitude l'origine d'une attaque. Selon lui, le risque de riposter et d'atteindre une cible innocente est important. Il est en effet possible qu'un pays se fasse passer pour un autre au moment de l'attaque.